# Selony

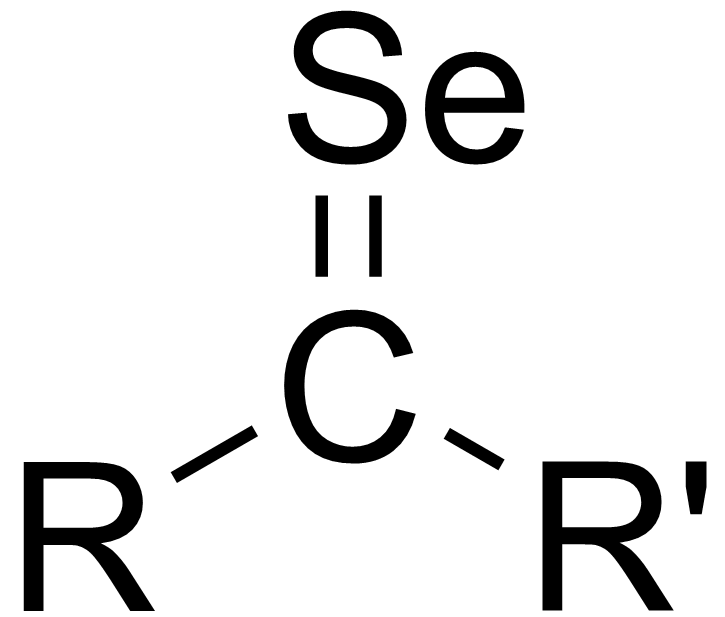
Ogólna struktura selonów

Selony (selenoketony) – selenoorganiczne związki chemiczne o wzorze ogólnym R2C=Se (R ≠ H) będące tym samym selenowymi analogami ketonów.